# Dispatch Reliability
Die Dispatch Reliability (DR) (englisch etwa Abfertigungs-Zuverlässigkeit oder auch Abflugzuverlässigkeit) beschreibt die technische Verfügbarkeit eines Flugzeuges vor dem Start. Sie gibt die Wahrscheinlichkeit an, mit der ein Flugzeug ohne Startabbruch oder größere Verzögerung (international wird mit maximal 15 Minuten gerechnet) starten kann. 
Berechnet wird die Dispatch Reliability aus dem Verhältnis der Anzahl der planmäßigen Starts (mit höchstens 15 Minuten Verzögerung) zur Anzahl aller geplanten Starts (einschließlich der ausgefallenen Flüge). Dabei werden Unplanmäßigkeiten, die nicht technisch bedingt sind, nicht berücksichtigt.
Die Dispatch Reliability wird sowohl für Flugzeugtypen als auch für Flug- oder Wartungsgesellschaften angegeben.
Bei der Berechnung der Dispatch Reliability von Flugzeugtypen werden über einen bestimmten Zeitraum alle Starts von Maschinen dieses Typs ausgewertet. Während im Jahr 1976 für die Concorde (auf der Basis von 255 Flügen) noch eine DR von etwa 90 % angegeben wurde, liegen heute die Werte über 99 %. Für mature aircraft (das heißt so viel wie ausgereifte Flugzeuge) wird eine DR von über 99,8 % erwartet.
Bei der Berechnung der Dispatch Reliability von Flug- bzw. Wartungsgesellschaften werden ebenfalls für einen bestimmten Zeitraum alle Starts von Maschinen dieser Gesellschaft berücksichtigt. In einer von der Wartungsgesellschaft der Futura veröffentlichten Tabelle aus dem Jahr 2005 werden für 30 Gesellschaften DR-Werte zwischen 96,4 % und 100 % angegeben.